# کنجی ایتو
کنجی ایتو (انگلیسی: Kenji Ito؛ زادهٔ ۵ ژوئیهٔ ۱۹۶۸) آهنگ‌ساز، موسیقی‌دان اهل ژاپن است. وی از سال ۱۹۹۰ میلادی تاکنون مشغول فعالیت بوده‌است.